# ジョン・キャスパー
ジョン・キャスパー(John Howard Casper、1943年7月9日-)は、アメリカ合衆国の宇宙飛行士、アメリカ空軍のパイロットである。

## 生い立ち
1943年7月9日にサウスカロライナ州グリーンビルで生まれたが、ジョージア州ゲインズビルを故郷と考えている。ボーイスカウトアメリカ連盟で活動し、2番目のランクのライフスカウトまで昇格した。
1966年に空軍士官学校で工学の学士号、1967年にパーデュー大学で宇宙工学の修士号を取得した。

## 軍でのキャリア
宇宙飛行士になる前、キャスパーは、テキサス州のリーズ空軍基地で資格を得て、アメリカ空軍の戦闘機パイロットであった。アリゾナ州のルーク空軍基地でF-100の訓練を受けた後、ベトナム戦争では第35戦術戦闘航空団に所属して229回の交戦を行った。ベトナム遠征後は、イギリスのレイクンヒース空軍基地の第485戦術戦闘航空団に配属されてF-100とF-4に乗った。
キャスパーはカリフォルニア州エドワーズ空軍基地のテストパイロット学校に選ばれ、74Aクラスで卒業した。卒業後、F-4テストチームのチーフとなり、F-4Gの最初の飛行と武器の分離の試験やF-4E及びA-7のアビオニクスの試験等を担当した。その後、第6513試験飛行団の管理職、その後司令官を務め、戦術航空兵器システムの評価と開発のための飛行試験を行った。その後、ペンタゴンのアメリカ空軍本部に配属され、特別プロジェクトオフィスの副チーフを務め、戦術・戦略プログラムの要件、運用コンセプト、ポリシー、部隊構造の策定等を行った。
52の異なる機体で、10000時間以上の飛行経験を持つ。

## NASAでのキャリア
キャスパーは1984年5月にNASAに選ばれ、1985年6月に宇宙飛行士になった。4度の宇宙飛行を経験し、合計825時間以上を宇宙で過ごした。STS-36では操縦手、STS-54、STS-62、STS-77では船長を務めた。宇宙飛行士室では、Operations Development Branchを率いて前輪のステアリングやブレーキ、タイヤの改良、着陸用パラシュートの開発を行った他、w:Shuttle Avionics Integration Laboratoryで宇宙飛行士チームのリーダー、ミッションコントロールセンターでCAPCOM等を務めた。
最後のミッションを終えて、NASAでさらに責任の大きな地位に就いた。ジョンソン宇宙センターでSafety, Reliability, and Quality Assuranceのディレクターを務め、国際宇宙ステーション、スペースシャトル、RS-84、w:Crew Return Vehicleを含む、ジョンソン宇宙センターの有人宇宙飛行プログラムで安全性、信頼性、品質の責任者であった。また、怪我、人命損失、固定資産の損失を防ぐための効果的な安全プログラムの計画、指導、実施を担当した。
2003年2月のコロンビア号空中分解事故後、 キャスパーはNASAの事故調査チームで破片回収作業を代理し6000人以上での地上、空中、水域の捜索による破片の保護と保管を指揮した。またコロンビア号事故調査委員会による勧告に対応するために必要な全ての活動に取り組む責任を持つNASA本部の独立チームであるReturn-To-Flight Planning Teamの共同議長を務めた。現在は、スペースシャトル計画のアソシエイトマネージャーを務め、計画の管理、統合、運営を支援している。

### 宇宙飛行
STS-36は、1990年2月28日にケネディ宇宙センターからスペースシャトル・アトランティスで打ち上げられた。国防総省の機密ペイロードを運ぶミッションで、当時のアメリカ合衆国の有人宇宙飛行では最も高い62°の射角で打ち上げられた。187万マイル飛行して地球を72周した後、3月4日にエドワーズ空軍基地の湖底に着陸した。ミッション期間は、106時間19分43秒であった。
STS-54は、1993年1月13日にケネディ宇宙センターからスペースシャトル・エンデバーで打ち上げられた。5人の乗組員は、他の4つの衛星に加わってスペースシャトルや他の低軌道科学衛星を支援する通信ネットワークを完成するNASAのTDRS-Fを展開した。ペイロードベイで運ばれた散乱X線分光計がX線データを集め、銀河系のX線の起源についての謎を調査することを可能とした。
宇宙遊泳では、国際宇宙ステーションの組立てに役立つ多くの教訓が得られた。また、初めて飛行中に燃料電池を切断、再起動し、他の宇宙ステーションで使えることを実証した。250万マイル飛行して地球を96周した後、1月19日にケネディ宇宙センターに着陸した。ミッション期間は、143時間38分であった。
STS-62は、1994年3月4日にケネディ宇宙センターからスペースシャトル・コロンビアで打ち上げられた。2週間の微小重力実験のためのミッションで、United States Microgravity Payload (USMP-2)とOffice of Aeronautics and Space Technology (OAST-2)のペイロードが運ばれた。このペイロードには、半導体結晶成長の過程を理解するための実験、合金が固化する過程の研究、臨界点の物質の研究、将来の宇宙飛行に用いる新技術の試験等が含まれていた。また、リモート・マニピュレータ・システムのアームを整列させて、新しい磁気エンドエフェクタでペイロードを掴む新しい技術の試験も行われた。コロンビアは、原子酸素と窒素分子によって引き起こされる宇宙船の輝きと浸食に関するデータを収集するため、新記録となる195kmという低高度で飛行した。582万マイル飛行して地球を224周した後、3月12日にケネディ宇宙センターに着陸した。
STS-77は、1996年5月19日にケネディ宇宙センターからスペースシャトル・エンデバーで打ち上げられた。SPARTAN衛星と1度、Satellite Test Unitと3度の、記録となる合計4度、約21時間のランデブー飛行を行った。飛行中、乗組員は、スペースハブで、材料科学、流体物理学、生物工学等の12の実験も行った。大きく、膨らませることのできる宇宙構造のコンセプトを実証するためのInflatable Antenna Experimentを載せたSPARTAN衛星が展開、回収された。空気力学的力や磁気制動を用いた自己安定化のコンセプトを試験する、小さなSatellite Test Unitも展開された。410万マイル飛行して地球を160周した後、5月29日にケネディ宇宙センターに着陸した。ミッション期間は、240時間39分であった。

## 名誉等
- ディフェンス・スーピアリアサービスメダル
- レジオン・オブ・メリット(2つ)
- 殊勲飛行十字章(2つ)
- エア・メダル(11個)
- w:Defense Meritorious Service Medal(2つ)
- w:Commendation Medal(6つ)
- w:NASA Distinguished Service Medal
- w:NASA Outstanding Leadership Medal
- w:NASA Exceptional Service Medal(2つ)
- w:NASA Space Flight Medal(4つ)
- w:National Intelligence Medal of Achievement